# Ола Енґлунд
Ола "Швед (The Swede)" Енґлунд (англ. Mats Ola Englund; 27 вересня 1981, Стокгольм, Швеція) це шведський гітарист, музичний продюсер, ютубер, володіє брендом гітар Solar Guitars. Він засновник гурту Feared, грає на соло-гітарі у шведському метал гурті The Haunted, колишній член гурту Six Feet Under. Також був частиною гуртів Scarpoint, Facing Death, Subcyde and Sorcerer.
У 2018 та 2019 журнал, Total Guitar вручив йому нагороду Найкраща Інтернет-особистість. У 2019, він випустив свій перший соло-альбом Master of the Universe. Його другий соло альбом, Starzinger, був випущений 26 квітня 2021 року.
У Енґлунда є однойменний YouTube-канал де він розповідає про теми, пов'язані з металом як наприклад огляд обладнання, новини, інтерв'ю з музикантами, питання та відповіді і закулісні кадри його концертів та бізнесу. З січня 2024, його канал налічує 840,000 підписників.

## Вплив
Енґлунд казав що найбільше на нього вплинули такі гурти як Pantera, Dream Theater, Nevermore, Sepultura, Testament, Bolt Thrower, Entombed, та Opeth. Він великий фанат колишнього гітариста Pantera Даймбега Даррелла.

## Дискографія
| Рік  | Група            | Альбом                    | Примітки                                                |
| ---- | ---------------- | ------------------------- | ------------------------------------------------------- |
| 2005 | Facing Death     | Facing Death              | Демо                                                    |
| 2007 | Subcyde          | Subcyde                   |                                                         |
| 2007 | Feared           | Feared                    |                                                         |
| 2008 | Feared           | Feared (EP)               | Мініальбом                                              |
| 2011 | Feared           | Rejects                   |                                                         |
| 2011 | Scarpoint        | Mask of Sanity            |                                                         |
| 2012 | Feared           | Refeared                  |                                                         |
| 2013 | Feared           | Furor Incarnatus          |                                                         |
| 2013 | Feared           | Vinter                    |                                                         |
| 2013 | Six Feet Under   | Unborn                    |                                                         |
| 2014 | Feared           | Elemental Nightmares - II | Сумісно з Montecharge, Dead River Runs Dry, and Satyros |
| 2014 | The Haunted      | Eye of the Storm          | Мініальбом                                              |
| 2014 | The Haunted      | Exit Wounds               |                                                         |
| 2015 | Feared           | Synder                    |                                                         |
| 2016 | Feared           | Reborn                    | компіляція                                              |
| 2017 | Feared           | Svart                     |                                                         |
| 2017 | The Haunted      | Strength in Numbers       |                                                         |
| 2019 | Ola Englund      | Master of the Universe    |                                                         |
| 2021 | Ola Englund      | Starzinger                |                                                         |
| 2023 | The Chug Project | Volume 1                  | Пісні на основі рифів "Sunday with Ola"                 |
| 2023 | The Chug Project | Volume 2                  | Пісні на основі рифів "Sunday with Ola"                 |

### Сингли
- "Pizza Hawaii" (2019)
- "Cerberus" (2019)
- "Solar Pt. 1" (2019)
- "The Sun & the Moon" (2020)
- "Stars & Ponies" (2020)
- "Cringy AF" (2021)
- "Demon(etized)" (2021)
- "The First of its Kind" (2023)
- "Live In You" (2023)

## Обладнання
У Енґлунда були фірмові гітари від Strictly 7 (2011–2013) та Washburn (2013–2017), а також сігнатурний підсилювач Randall також відомий як Randall Satan (2014-2019). У листопаді 2017 року він оголосив про запуск власного гітарного бренду під назвою Solar Guitars.